# Корона (бира)
Вижте пояснителната страница за други значения на Корона.
Корона (на испански: Corona) е марка мексиканска бира, в стил американски лагер, която се произвежда от мексиканската пивоварна „Групо Модело“ (Grupo Modelo). Това е най-продаваната бира в Мексико, както и четвърта по продажби в света – продава се в над 180 страни на 5 континента.

## История
Производството на бира „Корона“ започва през 1925 г. и десет години по-късно става най-продаваната бира в Мексико. През 1979 г. започва износът на бирата за американския пазар. През 1997 г. Corona Extra става най-продаваната вносна бира в САЩ, надминавайки по продажби „Heineken“.

## Търговски марки
- „Корона Екстра“ (Corona Extra) – светла бира с алкохолно съдържание 4,5%. Обикновено „Корона Екстра“ се бутилира от 0,33 литра. За някои пазари се предлага в бутилки от 0,25 л. под марката „Coronita“ и от 0,94 л. като „Corona Familiar“, както и в кенове и бурета. Отличава се със светъл сламеножълт цвят, мек вкус и лека хмелна горчивина.
- „Корона Лайт“ (Corona Light) – светла бира с по-ниско съдържание на алкохол: 3,7 %. Пусната е на пазара в САЩ през 1989 г., най-вече за засилване на пазарните позиции в САЩ в сегмента Light-бири. В Мексико се продава от 2007 г.